# Люблинское соглашение

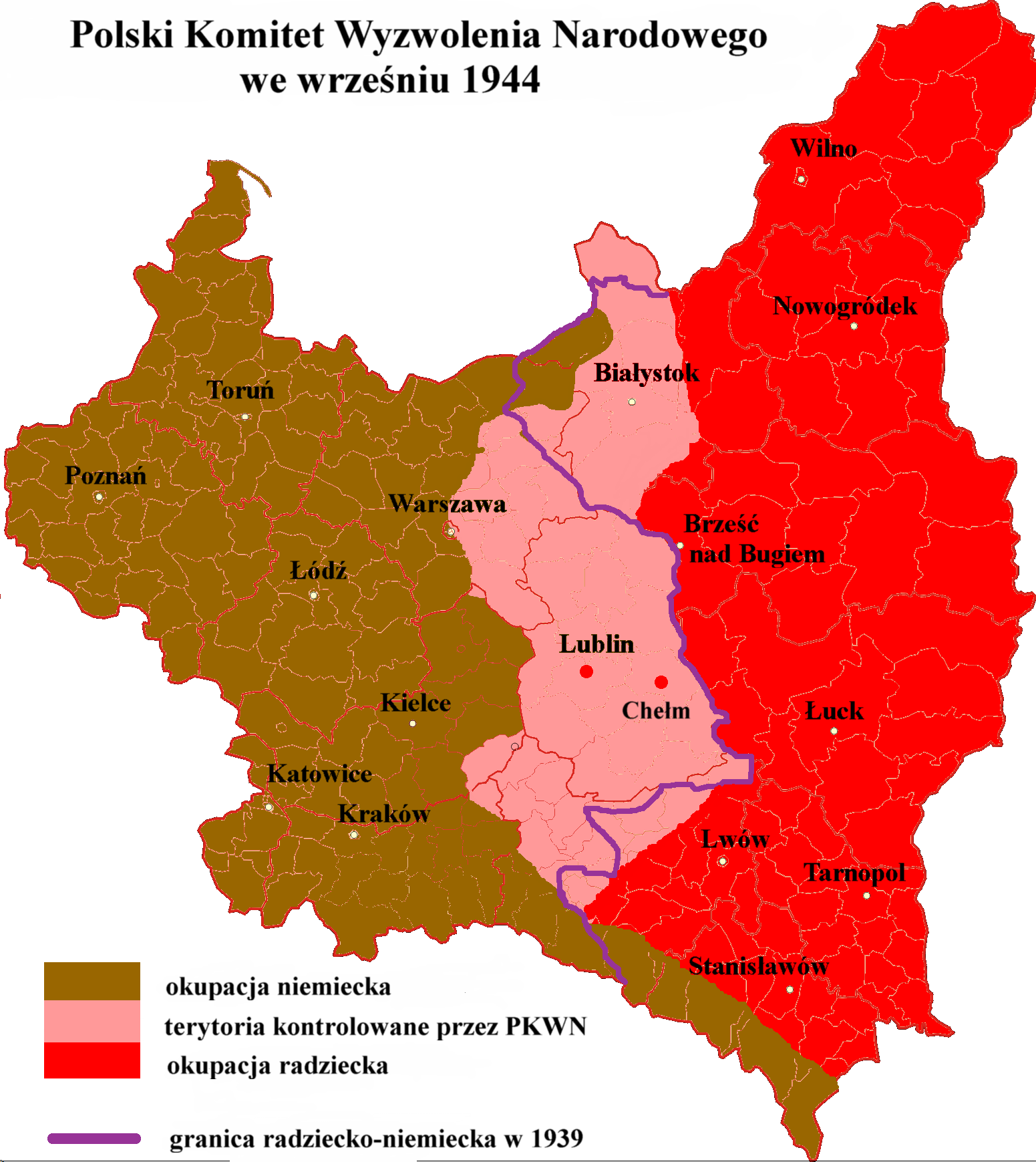
Территории под управлением ПКНО в сентябре 1944 года

Люблинские соглашения — неофициальное название договоров, заключённых Польским комитетом национального освобождения с Советским Союзом. Соглашения были подписаны в Люблине 9 сентября 1944 года правительствами Белорусской и Украинской ССР, 22 сентября — правительством Литовской ССР.
Соглашения предусматривали переселение граждан Польши из Западной Украины и Белоруссии и лиц белорусской, украинской, русской, русинской и литовской национальностей с территории к западу от линии Керзона. Предполагалось, что процесс будет завершён весной 1945 года.
В 1944-48 годы из СССР было переселено порядка 1,5 миллиона польских граждан. Из Польши в Украинскую ССР было переселено около 494 тысяч человек, в Белорусскую ССР — около 36 тысяч, в Литовскую ССР — менее тысячи.

## Холмская область

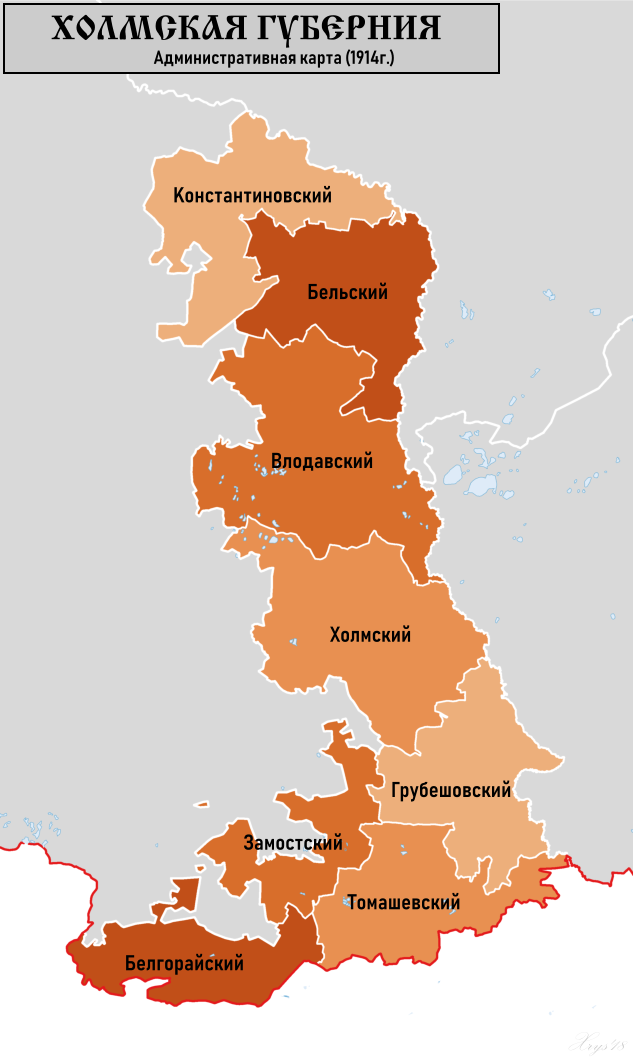
Холмская губерния Российской империи в 1914 году.

В течение 1944 года жители Подляшья, Холмщины, Лемковщины и Надсянья неоднократно отправляли письменные обращения к Никите Хрущёву, главе ЦК КП(б)У и Совета Народных Комиссаров УССР, с просьбой сделать все для того, чтобы земля, на которой они живут, вошла в состав УССР. 20 июля 1944 года Н. С. Хрущёв отправил письмо к Иосифу Сталину с предложением присоединить эти территории к УССР в составе Холмской области:
За пределами государственной границы 1941 года оставалась большая территория, заселенная украинцами. Исторически эти земли примыкали к Украине и часть этих земель в прошлом входили в состав Русского государства.
Поэтому я считаю необходимым в тех районах, которые имеют большинство украинского и русского населения, после освобождения организовать наше, советское управление с тем, чтобы позже, когда это будет выгодно, объявить официально о вхождении этих районов в состав Советского Союза с присоединением к Советской Украине.
К Советской Украине следует присоединить следующие районы: Холм, Грубешев, Замостье, Томашев, Ярослав и некоторые другие пункты, примыкающие к вышеуказанным районам. Из этих районов можно будет создать в составе УССР Холмскую область с областным центром в г. Холм.
После включения этих районов в состав Советского Союза выпрямится государственная граница, не будет нависать над Львовом большой выступ из района Сокаль.Н. С. Хрущев, Лист М. Хрущова до Й. Сталіна з пропозицією утворити Холмську область у складі УРСР від 20 липня 1944 року // Центральний державний архів громадських об'єднань України, фонд 1, опис 23, справа 711, аркуші 6—7
Проект так и не был воплощен в жизнь, в результате чего многие украинцы оказались вне границ УССР.

## Подписание
9 сентября 1944 года было подписано «Соглашение между Правительством Украинской Советской Социалистической Республики и Польским Комитетом Национального Освобождения об эвакуации украинского населения с территории Польши и польских граждан с территории УССР». Со стороны Польской республики соглашение подписал Эдвард Осубка-Моравский, председатель ПКНО, а со стороны УССР — Никита Хрущёв, председатель Совета Народных Комиссаров УССР.
В том же году Польшей были заключены аналогичные соглашения с Белорусской ССР (9 сентября) и Литовской ССР (22 сентября).

## Содержание
Соглашением было предусмотрено переселение на территорию УССР всех украинцев, белорусов, русских и русинов, проживающих в Хелмском, Хрубешувском, Томашувском, Любачувском, Ярославском, Перемышльском, Лесковском, Замойском, Красноставском, Билгорайском, Влодавском и других поветах Польши. Также, оно разрешало переезд в Польшу из УССР всех поляков и евреев, которые находились в польском подданстве на 17 сентября 1939 года (см. Польский поход Красной армии). В соглашении подчеркивалось, что переселение является добровольным и недопустимо ни прямое, ни косвенное принуждение. Помимо этого, гарантировалась материальная компенсация всего имущества.
Эвакуация должна была быть проведена в срок с 15 октября 1944 года по 1 февраля 1945 года, но в соглашении было оговорено, что срок может быть продлен при наличии согласия обеих сторон.

## Исполнение
Переселение началось 23 сентября 1944 года, но с наступлением зимы оно было приостановлено из-за погодных условий. Осенью 1945 года переселение с польской стороны стало принудительным: для выселения 80 тысяч человек были задействованы 3 дивизии. В 1946 году переселение из Польши продолжалось, а там, где люди противились этому, их выступления подавляли силой, были жертвы.
По официальной статистике, к октябрю 1946 года, из Украинской ССР в Польскую республику было переселено 812688 человек, а к марту 1947 года, из Польши в УССР переселили 472635 человек.

## Завершение
Официально исполнение соглашения было завершено 6 мая 1947 года подписанием «Итогового протокола к Соглашению от 9 сентября 1944 г.». Тем не менее, это не привело к завершению миграционных процессов — взаимные переселения продолжались до начала 1950-х годов.